# Luigi Uzzo
Luigi Uzzo, noto anche come Gigi Uzzo, pseudonimo di Uzzo Costa (Napoli, 7 marzo 1943 – Roma, 22 aprile 1990), è stato un attore italiano.

## Biografia
Uzzo, dopo essersi avvicinato al cinema da bambino, in Malavita di Rate Furlan, vi torna dopo circa vent'anni, avviando una carriera abbastanza costante che si svilupperà nell'arco di tutti gli anni settanta e ottanta. Attivo anche nel teatro, soprattutto in quello napoletano, affiancò Eduardo De Filippo in diverse trasposizioni televisive delle sue opere.
Ebbe una parte di un certo rilievo in Trastevere di Fausto Tozzi (1971), in cui, doppiato in romanesco e insieme a Lino Coletta, interpretava Cesare, uno dei due amici imbianchini scansafatiche. Interpretò poi la parte di don Armando il portiere, in Così parlò Bellavista e Il mistero di Bellavista, entrambi di Luciano De Crescenzo.
È morto il 22 aprile 1990 a Roma, all'età di 47 anni, ed è stato sepolto nel cimitero Flaminio.

## Filmografia

### Cinema
- Malavita, regia di Rate Furlan (1951)
- Ninì Tirabusciò, la donna che inventò la mossa, regia di Marcello Fondato (1970)
- Per grazia ricevuta, regia di Nino Manfredi (1971)
- La classe operaia va in paradiso, regia di Elio Petri (1971)
- Trastevere, regia di Fausto Tozzi (1971)
- Donnarumma all'assalto, regia di Marco Leto (1972)
- La villeggiatura, regia di Marco Leto (1973)
- Lezioni di violoncello con toccata e fuga, regia di Davide Montemurri (1976)
- Todo modo, regia di Elio Petri (1976)
- Signore e signori, buonanotte, regia di Luigi Comencini, Nanni Loy, Luigi Magni, Mario Monicelli, Ettore Scola (1976)
- Circuito chiuso, regia di Giuliano Montaldo (1978)
- Prova d'orchestra, regia di Federico Fellini (1978)
- L'infermiera nella corsia dei militari, regia di Mariano Laurenti (1979)
- La liceale, il diavolo e l'acquasanta, regia di Nando Cicero (1979)
- I carabbinieri, regia di Francesco Massaro (1981)
- Carcerato, regia di Alfonso Brescia (1981)
- I figli... so' pezzi 'e core, regia di Alfonso Brescia (1981)
- Sciopèn, regia di Luciano Odorisio (1982)
- Laura... a 16 anni mi dicesti sì, regia di Alfonso Brescia (1983)
- Scusate il ritardo, regia di Massimo Troisi (1983)
- E la nave va, regia di Federico Fellini (1983)
- Occhio, malocchio, prezzemolo e finocchio, regia di Sergio Martino (1983)
- Così parlò Bellavista, regia di Luciano De Crescenzo (1984)
- Vacanze in America, regia di Carlo Vanzina (1984)
- Il mistero di Bellavista, regia di Luciano De Crescenzo (1985)
- Il pentito, regia di Pasquale Squitieri (1985)
- Separati in casa, regia di Riccardo Pazzaglia (1986)
- Non scommettere mai con il cielo, regia di Mariano Laurenti (1987)
- Computron 22, regia di Giuliano Carnimeo (1988)
- La posta in gioco, regia di Sergio Nasca (1988)
- Russicum - I giorni del diavolo, regia di Pasquale Squitieri (1988)
- Fantozzi va in pensione, regia di Neri Parenti (1988)
- Scugnizzi, regia di Nanni Loy (1989)

### Televisione
- Le terre del Sacramento, regia di Silverio Blasi – miniserie TV (1970)
- La fantastica storia di don Chisciotte della Mancia, regia di Carlo Quartucci – miniserie TV (1970)
- Murat, regia di Silverio Blasi – miniserie TV (1975)
- Macbeth, regia di Franco Enriquez – teleteatro (1975)
- Albert e l'uomo nero, regia di Dino Bartolo Partesano – miniserie TV (1976)
- Alle origini della mafia, regia di Enzo Muzii – miniserie TV (1976)
- Quei figuri di tanti anni fa, regia di Eduardo De Filippo (1978)
- Ma che cos'è questo amore, regia di Ugo Gregoretti – miniserie TV (1979)
- La piovra 2, regia di Florestano Vancini – miniserie TV (1986)
- Un'isola, regia di Carlo Lizzani – miniserie TV (1986)
- Naso di cane, regia di Pasquale Squitieri – miniserie TV (1986)
- Il ricatto, regia di Tonino Valerii – miniserie TV (1989)
- Natale in casa Cupiello, regia di Eduardo De Filippo – teleteatro
- Le voci di dentro, regia di Eduardo De Filippo – teleteatro
- Gli esami non finiscono mai, regia di Eduardo De Filippo – teleteatro
- Gennareniello, regia di Eduardo De Filippo – teleteatro
- Il contratto, regia di Eduardo De Filippo – teleteatro
- L'eredità della priora, regia di Anton Giulio Majano (1980)

#### Pubblicità
- Barilla (1986)